# Coupe du monde de ski acrobatique 2000-2001
Navigation
Édition précédente Édition suivante
La Coupe du monde de ski acrobatique 2000-2001 est la vingt-deuxième édition de la Coupe du monde de ski acrobatique organisée par la Fédération internationale de ski. Elle comprend trois épreuves : le ski de bosses, le saut acrobatique et le ski de bosses en parallèle.
L'Australienne Jacqui Cooper remporte son troisième titre consécutif tandis que le Finlandais Mikko Ronkainen est sacré pour la première fois.

## Déroulement de la compétition
Deux évènements marquent cette saison. Le premier est sportif, c'est l'abandon définitif du ballet. La discipline pourtant considérée comme la plus complète par ses pratiquants n'est pas jugé assez spectaculaire par la FIS. Non olympique, elle était réduite comme peau de chagrin depuis deux ans avec seulement deux épreuves au programme et une absence de classement, au XXIe siècle elle est abandonnée. Il n'y a donc plus que trois disciplines en coupe du monde : le ski de bosses, le saut acrobatique et le ski de bosses en parallèle,,.

L'autre évènement, tragique, est l'accident du funiculaire de Kaprun le 11 novembre 2000. S'il n'y a pas d'épreuve de ski acrobatique sur les glaciers du Kitzsteinhorn, l'accident touche le circuit en son cœur puisque l'équipe d'Allemagne s’entraînait sur le site. Parmi les cent cinquante-cinq victimes on compte trois entraîneurs et la jeune skieuse Allemande Sandra Schmitt (dix-neuf ans), sacrée championne du monde 1999, troisième des classements de ski de bosses et de bosses en parallèle en 2000 et qui totalise dix podiums de coupe du monde dont cinq victoires,.
La saison commence avec une étape avancée dans l’hémisphère sud, à Mont Buller en Australie, avant de reprendre plus tard dans l'hémisphère nord et de se terminer par les finales d'Himos. Elle comprend neuf étapes : une en Océanie, quatre en Amérique du nord, deux en Asie et deux en Europe. Elle et se déroule du 12 août 2000 au 11 mars 2001. La saison est interrompue mi-février par les Championnats du monde de Whisler.
La double championne en titre, l'Australienne et spécialiste du saut Jacqui Cooper conserve une nouvelle fois sa couronne. Chez les hommes le Finlandais spécialiste des bosses Mikko Ronkainen remporte son premier titre.
| \| Mont Buller \| Sites des compétitions de ski acrobatique en Australie |
| Mont Buller                                                              |

| Mont Buller |

| \| Inawashiro Iizuna Kogen \| Sites des compétitions de ski acrobatique au Japon |
| Inawashiro Iizuna Kogen                                                          |

| Inawashiro Iizuna Kogen |

| \| Blackcomb Deer Valley Mont Tremblant Sunday River \| Sites des compétitions de ski acrobatique en Amérique du Nord |
| Blackcomb Deer Valley Mont Tremblant Sunday River                                                                     |

| Blackcomb Deer Valley Mont Tremblant Sunday River |

| \| Tignes Himos \| Sites des compétitions de ski acrobatique en Europe |
| Tignes Himos                                                           |

| Tignes Himos |

| \| Mont Buller \| Sites des compétitions de ski acrobatique en Australie |
| Mont Buller                                                              |

| Mont Buller |

| \| Inawashiro Iizuna Kogen \| Sites des compétitions de ski acrobatique au Japon |
| Inawashiro Iizuna Kogen                                                          |

| Inawashiro Iizuna Kogen |

| \| Blackcomb Deer Valley Mont Tremblant Sunday River \| Sites des compétitions de ski acrobatique en Amérique du Nord |
| Blackcomb Deer Valley Mont Tremblant Sunday River                                                                     |

| Blackcomb Deer Valley Mont Tremblant Sunday River |

| \| Tignes Himos \| Sites des compétitions de ski acrobatique en Europe |
| Tignes Himos                                                           |

| Tignes Himos |

## Classements

### Général
La saison compte quinze épreuves : sept de saut acrobatique, sept de ski de bosses, et une seule de bosses en parallèle après l'annulation des bosses en parallèle des finales d'Himos. Il n'y a donc pas de classement officiel dans cette discipline mais les points de son unique course sont quand même pris en compte pour le classement général.
| Rang | Nom                | Points |
| ---- | ------------------ | ------ |
| 1    | Mikko Ronkainen    | 92.00  |
| 2    | Eric Bergoust      | 91.00  |
| 3    | Joe Pack           | 90.00  |
| 4    | Janne Lahtela      | 90.00  |
| 5    | Dmitri Dashchinsky | 89.00  |

| Rang | Nom           | Points |
| ---- | ------------- | ------ |
| 1    | Jacqui Cooper | 98.00  |
| 2    | Kari Traa     | 97.00  |
| 3    | Ala Tsuper    | 94.00  |
| 4    | Aiko Uemura   | 89.00  |
| 5    | Xu Nannan     | 89.00  |

### Saut acrobatique
Chez les femmes la championne de 1997 et vice-championne 2000 Veronica Brenner se blesse gravement à l’entraînement en décembre et ne peut concurrencer la double tenante du titre Australienne Jacqui Cooper. Elle monte sur six des sept podiums de la saison, dont trois fois sur la plus haute marche, et remporte son troisième titre consécutif dans la discipline. Avec quatre podiums dont deux victoires, la Bélarusse Ala Tsuper se classe deuxième et la Chinoise Xu Nannan troisième (une victoire et une seconde place). Chez les hommes le triple tenant du titre Canadien
Nicolas Fontaine réalise une saison irrégulière et malgré deux victoires il ne peut pas rivaliser avec l'Américain Eric Bergoust, deux victoires également et quatre podiums en tout.
| Rang | Nom                 | Points |
| ---- | ------------------- | ------ |
| 1    | Eric Bergoust       | 456.00 |
| 2    | Joe Pack            | 452.00 |
| 3    | Dmitri Dashchinsky  | 444.00 |
| 4    | Steve Omischl       | 436.00 |
| 5    | Andrew Capicik (en) | 424.00 |

| Rang | Nom            | Points |
| ---- | -------------- | ------ |
| 1    | Jacqui Cooper  | 492.00 |
| 2    | Ala Tsuper     | 468.00 |
| 3    | Xu Nannan      | 444.00 |
| 4    | Veronika Bauer | 440.00 |
| 5    | Alisa Camplin  | 424.00 |

### Bosses
Chez les femmes la saison est endeuillée par la disparition de la jeune Allemande Sandra Schmitt, dix-neuf ans et championne du monde en titre et troisième de la coupe du monde lors de la saison précédente. Du côté des deux co-vainqueur 2000, l'Américaine Ann Battelle se blesse à l'épaule et ne prend part qu'à la fin de la saison alors que la Suédoise Marja Elfman (pl) a pris sa retraite. Les cartes sont donc rebattue et c'est la Norvégienne Kari Traa qui en profite : une deuxième place et cinq victoires en sept courses, elle remporte son second titre après celui de 1999. L'Américaine Hannah Hardaway (en) remporte les deux autres courses (quatre podiums en tout) mais c'est la Japonaise Aiko Uemura qui pour quatre point s'empare de la seconde place du classement (avec trois secondes et une troisième places). Chez les hommes la saison se joue entre deux Finlandais. Janne Lahtela, vainqueur l'an passé, remporte trois courses (quatre podiums) tandis que Mikko Ronkainen gagne deux fois (trois podiums) mais c'est bien lui qui remporte le titre devant Lahtela.
| Rang | Nom                       | Points |
| ---- | ------------------------- | ------ |
| 1    | Mikko Ronkainen           | 460.00 |
| 2    | Janne Lahtela             | 448.00 |
| 3    | Pierre-Alexandre Rousseau | 440.00 |
| 4    | Richard Gay               | 404.00 |
| 5    | Ryan Max Riley (en)       | 392.00 |

| Rang | Nom                  | Points |
| ---- | -------------------- | ------ |
| 1    | Kari Traa            | 484.00 |
| 2    | Aiko Uemura          | 444.00 |
| 3    | Hannah Hardaway (en) | 440.00 |
| 4    | Jennifer Heil        | 428.00 |
| 5    | Minna Karhu (fi)     | 408.00 |

### Bosses parallèles
Seule deux courses sont au programme de la saison, mais celle des finales d'Himos sont finalement annulées. Avec une seule course il ne peut y avoir ni classement ni titre dans la spécialité. Ce sont néanmoins les Canadiens Tami Bradley (en) et Stéphane Rochon qui remportent les deux courses et sont donc les meilleurs skieurs de bosses en parallèle de l'année.

## Calendrier et podiums

### Hommes
| Date                                                     | Lieu               | Épreuve             | Vainqueur          | Second                    | Troisième                     |
| -------------------------------------------------------- | ------------------ | ------------------- | ------------------ | ------------------------- | ----------------------------- |
| 12 août 2000                                             | Mont Buller        | Saut                | Eric Bergoust      | Jerry Grossi              | Steve Omischl                 |
| 13 août 2000                                             | Mont Buller        | Saut                | Eric Bergoust      | Aleš Valenta              | Andrew Capicik (en)           |
| 2 décembre 2000                                          | Whistler Blackcomb | Saut                | Joe Pack           | Eric Bergoust             | Steve Omischl                 |
| 2 décembre 2000                                          | Tignes             | Saut                | Janne Lahtela      | Sami Mustonen             | Tapio Luusua                  |
| 6 janvier 2001                                           | Deer Valley        | Saut                | Nicolas Fontaine   | Jeff Bean                 | Joe Pack                      |
| 7 janvier 2001                                           | Deer Valley        | Bosses              | Mikko Ronkainen    | Evan Dybvig (en)          | Janne Lahtela                 |
| 12 janvier 2001                                          | Mont Tremblant     | Bosses              | Janne Lahtela      | Evan Dybvig (en)          | Julien Regnier-Lafforgue (en) |
| 13 janvier 2001                                          | Mont Tremblant     | Saut                | Nicolas Fontaine   | Dmitri Dashchinsky        | Alexei Grishin                |
| Championnats du monde de Wistler (16 au 21 janvier 2001) |                    |                     |                    |                           |                               |
| 27 janvier 2001                                          | Sunday River       | Saut                | Dmitri Dashchinsky | Joe Pack                  | Eric Bergoust                 |
| 28 janvier 2001                                          | Sunday River       | Bosses              | Travis Ramos (pl)  | Jonny Moseley             | Arttu Leppäluoto (pl)         |
| 3 février 2001                                           | Inawashiro         | Bosses              | Janne Lahtela      | Pierre-Alexandre Rousseau | Travis Cabral (en)            |
| 10 février 2001                                          | Iizuna Kogen       | Bosses en parallèle | Stéphane Rochon    | Yugo Tsukita              | Yusuke Kitamura (pl)          |
| 11 février 2001                                          | Iizuna Kogen       | Bosses              | Mikko Ronkainen    | Pierre-Alexandre Rousseau | Toby Dawson                   |
| 10 mars 2001                                             | Himos              | Saut                | Alexei Grishin     | Steve Omischl             | Christian Rijavec (de)        |
| 11 mars 2001                                             | Himos              | Bosses en parallèle | Épreuve annulée    | Épreuve annulée           | Épreuve annulée               |
| 11 mars 2001                                             | Himos              | Bosses              | Toby Dawson        | Mikko Ronkainen           | Pierre-Alexandre Rousseau     |

### Femmes
| Date                                                     | Lieu               | Épreuve             | Vainqueur            | Second               | Troisième              |
| -------------------------------------------------------- | ------------------ | ------------------- | -------------------- | -------------------- | ---------------------- |
| 12 août 2000                                             | Mont Buller        | Saut                | Jacqui Cooper        | Veronika Bauer       | Nataliya Orekhova (en) |
| 13 août 2000                                             | Mont Buller        | Saut                | Jacqui Cooper        | Alisa Camplin        | Veronika Bauer         |
| 2 décembre 2000                                          | Whistler Blackcomb | Saut                | Ala Tsuper           | Deidra Dionne        | Jacqui Cooper          |
| 2 décembre 2000                                          | Tignes             | Saut                | Kari Traa'           | Aiko Uemura          | Bérénice Grégoire      |
| 6 janvier 2001                                           | Deer Valley        | Saut                | Evelyne Leu          | Jacqui Cooper        | Emily Cook             |
| 7 janvier 2001                                           | Deer Valley        | Bosses              | Hannah Hardaway (en) | Kari Traa            | Minna Karhu (fi)       |
| 12 janvier 2001                                          | Mont Tremblant     | Bosses              | Kari Traa            | Jennifer Heil        | Margarita Marbler      |
| 13 janvier 2001                                          | Mont Tremblant     | Saut                | Ala Tsuper           | Xu Nannan            | Hilde Synnøve Lid      |
| Championnats du monde de Wistler (16 au 21 janvier 2001) |                    |                     |                      |                      |                        |
| 27 janvier 2001                                          | Sunday River       | Saut                | Jacqui Cooper        | Ala Tsuper           | Evelyne Leu            |
| 28 janvier 2001                                          | Sunday River       | Bosses              | Kari Traa            | Tae Satoya           | Hannah Hardaway (en)   |
| 3 février 2001                                           | Inawashiro         | Bosses              | Kari Traa            | Aiko Uemura          | Shannon Bahrke         |
| 10 février 2001                                          | Iizuna Kogen       | Bosses en parallèle | Tami Bradley (en)    | Ann Battelle         | Kari Traa              |
| 11 février 2001                                          | Iizuna Kogen       | Bosses              | Kari Traa            | Hannah Hardaway (en) | Aiko Uemura            |
| 10 mars 2001                                             | Himos              | Saut                | Xu Nannan            | Jacqui Cooper        | Ala Tsuper             |
| 11 mars 2001                                             | Himos              | Bosses en parallèle | Épreuve annulée      | Épreuve annulée      | Épreuve annulée        |
| 11 mars 2001                                             | Himos              | Bosses              | Hannah Hardaway (en) | Aiko Uemura          | Jennifer Heil          |

### Résultats officiels
1. ↑  (en) « Mt. Buller (AUS) World Cup - Men's aerials », sur fis-ski.com (consulté le 10 février 2021)
2. ↑  (en) « Mt. Buller (AUS) World Cup - Men's aerials », sur fis-ski.com (consulté le 10 février 2021)
3. ↑  (en) « Blackcomb (CAN) World Cup - Men's aerials », sur fis-ski.com (consulté le 10 février 2021)
4. ↑  (en) « Tignes (FRA) World Cup - Men's aerials », sur fis-ski.com (consulté le 10 février 2021)
5. ↑  (en) « Deer Valley (USA) World Cup - Men's aerials », sur fis-ski.com (consulté le 10 février 2021)
6. ↑  (en) « Deer Valley (USA) World Cup - Men's moguls », sur fis-ski.com (consulté le 10 février 2021)
7. ↑  (en) « Mont Tremblant (CAN) World Cup - Men's moguls », sur fis-ski.com (consulté le 10 février 2021)
8. ↑  (en) « Mont Tremblant (CAN) World Cup - Men's moguls », sur fis-ski.com (consulté le 10 février 2021)
9. ↑  (en) « Sunday River, ME (USA) World Cup - Men's aerials », sur fis-ski.com (consulté le 10 février 2021)
10. ↑  (en) « Sunday River, ME (USA) World Cup - Men's moguls », sur fis-ski.com (consulté le 10 février 2021)
11. ↑  (en) « Inawashiro (JPN) World Cup - Men's moguls », sur fis-ski.com (consulté le 10 février 2021)
12. ↑  (en) « Iizuna Kogen (JPN) World Cup - Men's dual moguls », sur fis-ski.com (consulté le 10 février 2021)
13. ↑  (en) « Iizuna Kogen (JPN) World Cup - Men's moguls », sur fis-ski.com (consulté le 10 février 2021)
14. ↑  (en) « Himos (FIN) World Cup - Men's aerials », sur fis-ski.com (consulté le 10 février 2021)
15. ↑  (en) « Himos (FIN) World Cup - Men's moguls », sur fis-ski.com (consulté le 10 février 2021)
16. ↑  (en) « Mt. Buller (AUS) World Cup - Women's aerials », sur fis-ski.com (consulté le 11 février 2021)
17. ↑  (en) « Mt. Buller (AUS) World Cup - Women's aerials », sur fis-ski.com (consulté le 11 février 2021)
18. ↑  (en) « Blackcomb (CAN) World Cup - Women's aerials », sur fis-ski.com (consulté le 11 février 2021)
19. ↑  (en) « Tignes (FRA) World Cup - Women's aerials », sur fis-ski.com (consulté le 11 février 2021)
20. ↑  (en) « Deer Valley (USA) World Cup - Women's aerials », sur fis-ski.com (consulté le 11 février 2021)
21. ↑  (en) « Deer Valley (USA) World Cup - Women's moguls », sur fis-ski.com (consulté le 11 février 2021)
22. ↑  (en) « Mont Tremblant (CAN) World Cup - Women's moguls », sur fis-ski.com (consulté le 11 février 2021)
23. ↑  (en) « Mont Tremblant (CAN) World Cup - Women's moguls », sur fis-ski.com (consulté le 11 février 2021)
24. ↑  (en) « Sunday River, ME (USA) World Cup - Women's aerials », sur fis-ski.com (consulté le 11 février 2021)
25. ↑  (en) « Sunday River, ME (USA) World Cup - Women's moguls », sur fis-ski.com (consulté le 11 février 2021)
26. ↑  (en) « Inawashiro (JPN) World Cup - Women's moguls », sur fis-ski.com (consulté le 11 février 2021)
27. ↑  (en) « Iizuna Kogen (JPN) World Cup - Women's dual moguls », sur fis-ski.com (consulté le 11 février 2021)
28. ↑  (en) « Iizuna Kogen (JPN) World Cup - Women's moguls », sur fis-ski.com (consulté le 11 février 2021)
29. ↑  (en) « Himos (FIN) World Cup - Women's aerials », sur fis-ski.com (consulté le 10 février 2021)
30. ↑  (en) « Himos (FIN) World Cup - Women's moguls », sur fis-ski.com (consulté le 10 février 2021)